# Jevgenij Tjervjakov
Jevgenij Tjervjakov (russisk: Евге́ний Вениами́нович Червяко́в) (født 27. december 1899 i Abdulino i det Russiske Kejserrige, død 17. februar 1942 i Sovjetunionen) var en sovjetisk filminstruktør, skuespiller og manuskriptforfatter.

## Filmografi
- Poeten og Zaren (Поэт и царь, 1925)[1][2]
- Devusjka s daljokoj reki (Девушка с далёкой реки, 1928)
- Zolotoj kljuv (Золотой клюв, 1928)
- Min søn (Мой сын, 1928)[3]
- Byer og år (Города и годы, 1930)[4][5]
- Fanger (Заключенные, 1936)